# هریستو استویانوف
هریستو استویانوف (بلغاری: Христо Стоянов؛ زادهٔ ۵ ژوئیهٔ ۱۹۵۳) بازیکن والیبال اهل بلغارستان است.